# 心理學實驗研究法
心理學實驗研究方法起源於Schwartz-Humphreys在1973年發表了一個研究報告，他們以兩組大學生為受試者，其中一組當成控制組，另一組實驗組或處理組。
安排兩組受試者學習同一種作業，名為「自由回憶」列表。在此作業中受試者要學習一串字詞。實驗者每次只呈現一個詞給受試者，每個詞是固定呈現數秒鐘。
當所有的詞都依序出現後，就要求受試者進可能的回憶出並寫下所見的詞(可和原來的順序不同)。在每次的嘗試中，詞的呈現順序都不同，受試者在每個回憶中都可依自己的回憶的順序把詞寫下來。

## 實驗的基本組成要素

### 背景思考
一項研究的主要部分即為能導出特殊實驗的背景思考。
嚴謹的實驗者從來不是為實驗而實驗。每一個實驗都是探求一個自然界的問題：問題的範圍很廣，從日常生活觀察所得乃至高度抽象理論而來的都包括在內。
有時做一個實驗是為了得到另一個實驗所需的資料；有時則是為了確定某獨變項效果的普遍性。一個研究報告一定要提供一些足以導致該實驗的基本背景思考。我們要知道一個問題是可以經由許多不同的角度導出來的，所謂「殊途同歸」，所以背景思考至少要提供一個足以導至此問題的思考途徑。

### 基本的實驗設計
在這裡把實驗定義成一種程序，其中至少對受試者作兩種不同的處理，並測量其對行為的不同影響。
- 獨立組設計(independent-groups design)
- 受試者內設計(within-subjects design)
- 自然組設計(natural-groups design)
- 混合設計(mixed design)

### 獨變項和依變項
在選定實驗的基本設計後，我們必須把獨變項(即在「背景思考」中認為需要評估的變項)放入此架構中。不同水準的獨變項代表不同的實驗處理，在實驗情境中做有系統的變化。
受試者對我們呈現的刺激做出反應，若我們發現當獨變項變化時，受試者的行為也產生一致性地變化，則我們說這是一個相關的獨變項。所謂相關是表示他能引起我們可測得到的行為變化。我們常說我們在測量行為，這些測量值即為依變項。

### 資料的化約與分析
Guzy-Axelrod的研究因包含三個獨變項而顯得相當複雜龐大，然而我們用來化約資料的法則是和其他較小的實驗相同的。基本上第一步是得出一單一數值來代表每一實驗條件。
兩個獨變項間也可產生交互作用，這是說一個獨變項期效果的大小和另一個獨變項的水準成函數關係。資料化約通常包括統計分析。我們將會發現統計概念即使不是必要的也是非常有用的，它可以幫助我們了解爭論所在。有許多實驗其所得的資料超過其原先的設計目的。

### 解釋
在實驗報告中，通常在「實驗結果」這部分的後面會接的一討論部分。這部分的目的是希望能對實驗結果提出一些看法。不同的報告其討論部份的性質可以有很大的差異，這是因為它要和緒論中的背景思考有緊密的配合，而各實驗的背景思考是各不相同的。
但它仍是有一些準則的：第一，研究者必須對其關鍵性結果作一整理；第二，必須配合前人的發現，如果和以前結果有牴觸，則要試著予以解釋，所以基本上討論部分是背景思考的擴展。

## 其他的研究方法
只要對心理學研究有些微認識就知道：想要有系統地了解行為其方法絕不只限於實驗，而且剛才我們也提到過有許多行為方面的問題是不能用實驗來解答的。我們只有兩種選擇--不是忽略這些問題，就是要利用其他方法來取得效力較小但較適切的證據。

### 自然觀察
自然觀察法的要點就是去觀察及記錄自然發生的特定行為事件，大部分有關動物行為的詳細記錄都是用此法得到的。它可以提供我們行為方面的具體事實及某些行為成因的假設，因此可幫助我們找出一些潛在的獨變項。
以自然觀察法來研究時，有一條基本規則是研究者必須遵守的：即他絕不能使自己介入所觀察的情境。他必須使環境條件的效果是在不受他影響之下產生的。在這點上，自然觀察法與實驗法是相當不同的。在實驗中，研究者是試著要控制情境或變項，而自然觀察法中，他卻不能加上任何控制。

### 相關法
任兩變相的關係實際上都是一種相關的形式。

## 實驗的限制和貢獻
實驗作主要的貢獻是如果做得好，它可以使我們得知自然界的因果關係。迄今還沒有比他更好的方法來決定因果關係。曾有人想用其他方法來探測行為的因果關係，結果都行不通。
人們通常把實驗和有複雜儀器、白長衣和動物箱的實驗室聯想在一起。其實，實驗和實驗室並非一體。實驗可以在教室裡、高速公路上或政府機關裡進行，要把這種「實地實驗」控制得很好在技術上可能有困難，但應該要曉得在實驗室以外的環境也可以進行各種實驗處理。